# Betânia (Film)
Betânia ist ein brasilianischer Spielfilm von Marcelo Botta aus dem Jahr 2024. Die Uraufführung des Dramas fand Mitte Februar 2024 bei der 74. Berlinale statt.

## Handlung
Die 65-jährige Hebamme Betânia lebt mit ihrem Mann in einem abgelegenen Dorf. Als ihr Gatte stirbt, wird sie von ihren Töchtern überredet, ihre Heimat zu verlassen. Sie zieht in die Nähe der Sanddünen von Lençóis Maranhenses im Norden Brasiliens. Dort wagt Betânia einen Neuanfang.

## Hintergrund
Betânia ist das Spielfilmdebüt des 1984 in Brasilien geborenen Dokumentarfilmregisseurs Marcelo Botta. In seinen früheren dokumentarischen Arbeiten hatte er sich unter anderem dem Amazonas-Gebiet, Patagonien, den Anden, der Atacama-Wüste sowie der Karibik angenähert. Im Jahr 2018 hatte er auch einen Film über den Nationalpark Lençóis Maranhenses gedreht.

## Veröffentlichung
Die Weltpremiere von Betânia erfolgte am 18. Februar 2024 bei den Internationalen Filmfestspielen Berlin. Dort wurde das Werk in die Sektion Panorama aufgenommen.

## Auszeichnungen
Im Rahmen seiner Aufnahme in die Panorama-Sektion der Berlinale 2024 ist Betânia automatisch für den Panorama Publikumspreis nominiert. Außerdem wurde der Film auf diesem Filmfestival als Kandidat für den GWFF Preis Bester Erstlingsfilm ausgewählt.